# Acromyrmex balzani

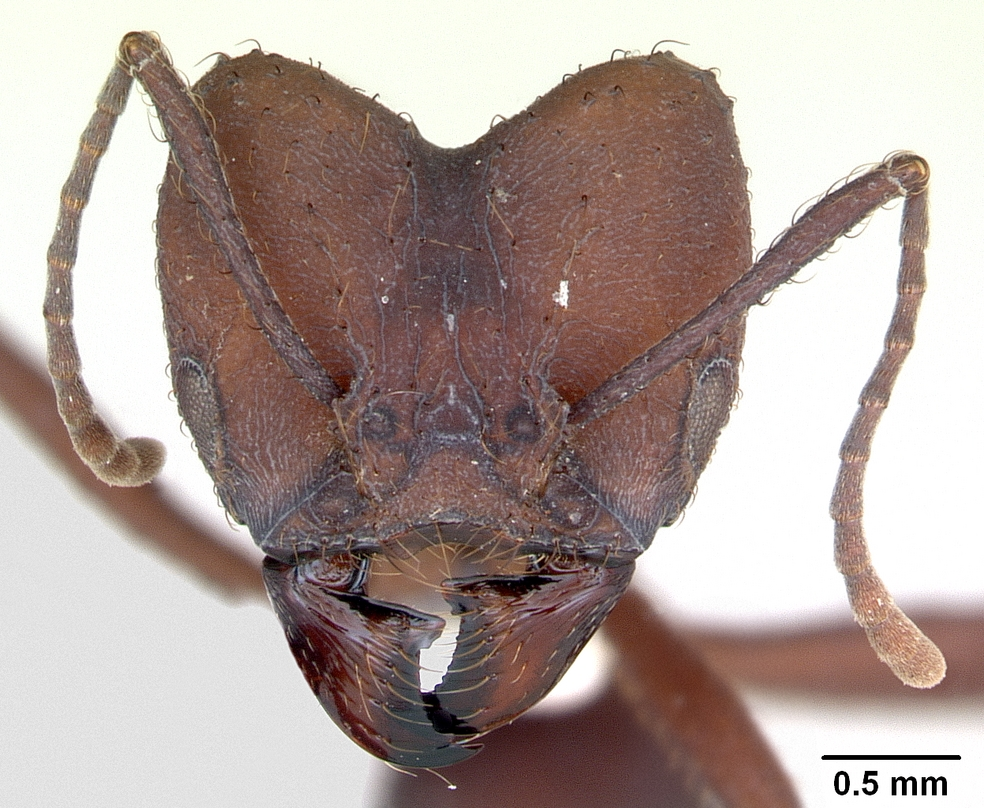
Голова Acromyrmex balzani

Acromyrmex balzani (лат.) — вид муравьёв-листорезов из трибы грибководов Attini подсемейства Myrmicinae (Formicidae). Южная Америка. 

## Описание
Неотропика: Бразилия, Уругвай. На верхней части груди имеются 4 крупных защитных шипика (два на пронотуме и два на эпинотуме). Брюшко и задне-боковые части головы сверху также несут небольшие шиповатые бугорки. Характерны своим тесным симбиозом с грибами, выращиваемыми в земляных муравейниках на основе листовой пережёванной массы.

## Систематика
Вид был впервые описан в 1890 году по рабочим особям из Парагвая итальянским мирмекологом К. Эмери (Emery, 1890) в составе рода Atta (Atta (Acromyrmex) balzani Emery). В 1911 году А. Форель перевёл его в подрод Moellerius (Atta (Moellerius) balzani Emery: Forel, 1911). В составе рода Acromyrmex числится с 1916 года (Gallardo, 1916; Santschi, 1916).
- Acromyrmex balzani (Emery, 1890)[1]
  - Acromyrmex balzani balzani (Emery, 1890)
  - Acromyrmex balzani multituber Santschi, 1922